# Zbiór Wiadomości do Antropologii Krajowej
Zbiór Wiadomości do Antropologii Krajowej – pierwsze polskie naukowe pismo etnograficzne i folklorystyczne, wydawane w latach 1877–1895 staraniem Komisji Antropologicznej Akademii Umiejętności w Krakowie. Redaktorem pisma był Izydor Kopernicki, a publikowali w nim m.in. Oskar Kolberg i Zygmunt Gloger.
Ukazywały się w nim materiały z ziem ukraińskich ,białoruskich, litewskich, łotewskich, monografie ogólne i szczegółowe, folklor Kielecczyzny w opracowaniu Władysława Siarkowskiego, okolic Dobrzynia Aleksandra Petrowa, wsi Łukówca Stefanii Ulanowskiej, Żywiecczyzny Władysława Kosińskiego, okolic Olkusza Stanisława Ciszewskiego, a także zbiory specjalne pieśni śląskich Andrzeja Cinciały, bajek ukraińskich Moszyńskiej, bajek litewskich Jana Karłowicza, bajek polskich Izydora Kopernickiego.
W historii polskiej etnografii i folklorystyki pismo to odegrało rolę pionierską, przez długi czas było podstawową bazą źródłową i utorowało drogę późniejszym periodykom naukowym, takim jak "Wisła", czy "Lud".